# Kapelle Stromberg

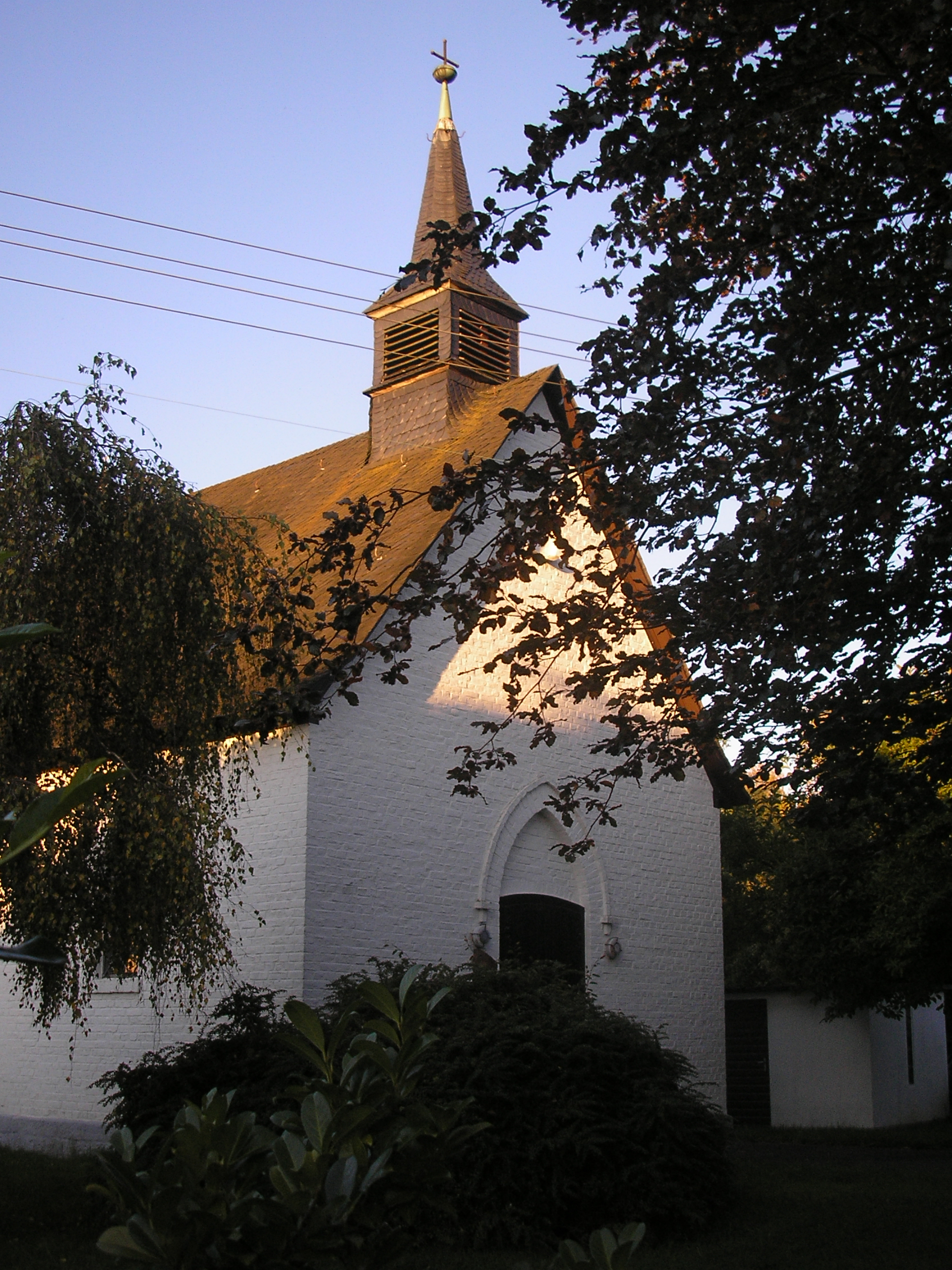
Kapelle Stromberg, Südgiebel

Die Kapelle Stromberg steht in der Gemeinde Windeck, Ortsteil Stromberg und war eine evangelische Kapelle. Sie wurde 1886 am Standort einer verfallenen Kapelle erbaut. Am 13. Oktober 2019 wurde die Kapelle entwidmet, um einen Verkauf von Kapelle und dem danebenliegenden Gemeindehaus zu ermöglichen.
Der einschiffige Backsteinbau hat ein verschiefertes Satteldach mit einem Glockentürmchen. Die 9 Meter lange und 7,25 Meter breite Kapelle hat 80 Sitzplätze. Der Dachreiter wurde 1912 ersetzt. 1979 wurde das Ziegelgebäude weiß geschlämmt und mit einer Kleinorgel versehen. Altar und ein Stehpult wurden zudem erneuert.
Die Glocke von 1766 hat ein Gewicht von 84 Kilogramm. Sie hat die Inschrift „Anno 1766 ist dieses Glöcklein im Namen Jesu zur Zeit des Herrn Pastoren Johann Heinrich Anton Ungewitter und Geschworenen Panthalon Volmar und aller evangelisch Lutherischen zu Stromberg renoviert durch Michael Stocky aus Sarburg, Glockengießer“ und stammt noch von der alten Kapelle. In dieser wurde ab 1845 auch Unterricht abgehalten, 1882 wurde sie wegen Baufälligkeit geschlossen. Aber schon 1879 war in der Kirche Herchen für einen Neubau gesammelt worden.
Auf dem Grundstück der Kapelle befindet sich seit 1982 auch ein eingeschossiges Gemeindehaus der zuständigen Evangelischen Kirchengemeinde Herchen.
Die Kapelle ist als Nr. A35 in der Liste der Baudenkmäler in Windeck eingetragen.